# Carlos Paiva Gonçalves
Carlos Paiva Gonçalves (Rio de Janeiro, 4 de maio de 1904 – 9 de agosto de 1996) foi um médico brasileiro.
Graduado em medicina pela Faculdade Nacional de Medicina em 1926. Foi eleito membro da Academia Nacional de Medicina em 1962, sucedendo Edilberto de Souza Campos na Cadeira 64, que tem Henrique Guedes de Mello como patrono.